# Jednozgłoskowiec
Jednozgłoskowiec – wzorzec metryczny, w którym wers składa się tylko z jednej sylaby. 
Niekiedy wykorzystywany w utworach żartobliwych. Przykładem jest sonet Józefa Jankowskiego Pobudka:
W bój!
Z czuć
Rzuć
Zdrój!
Skuj
Chuć!
Budź!
Stój,
Drwij
Z burz,
Rwij
Z zórz,
Żyj
Twórz.
Na temat jednozgłoskowca pisała Maria Dłuska.